# Bolivianischer Amazonasdelfin

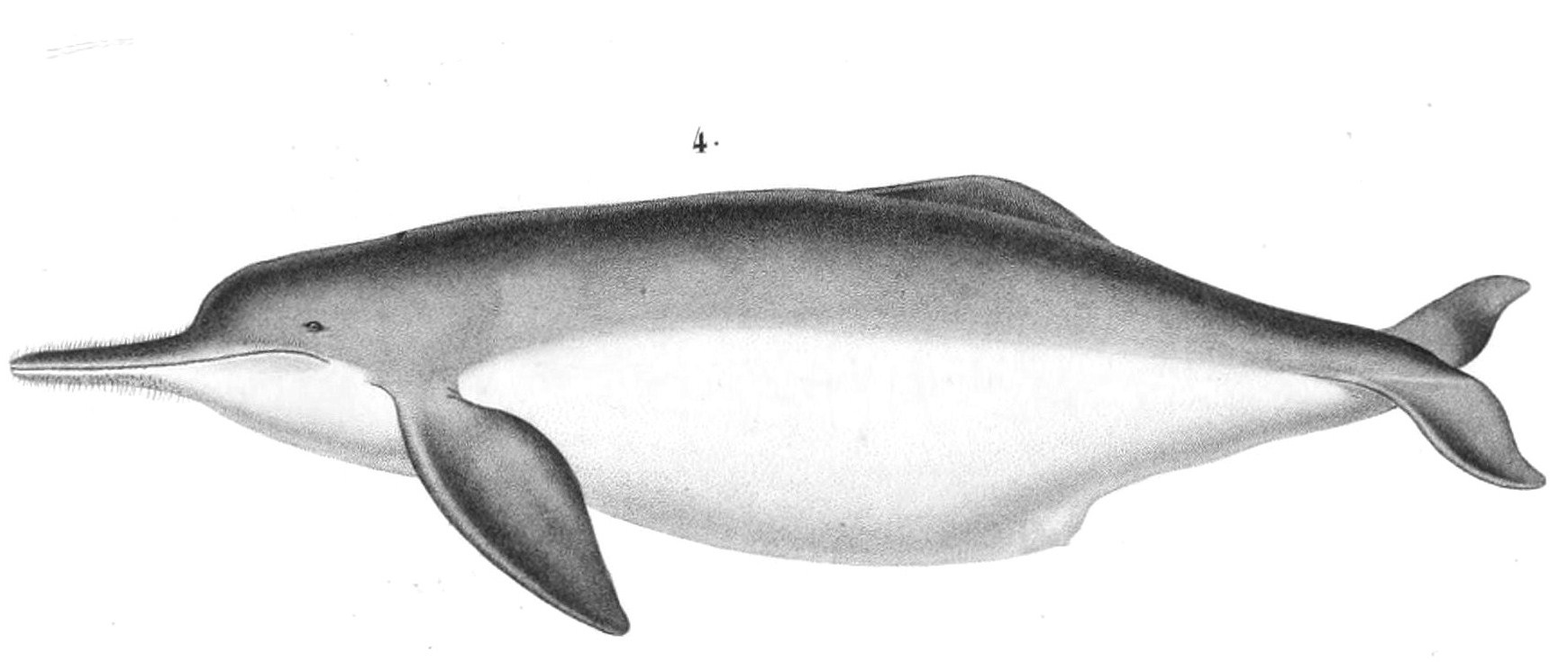
Der Bolivianische Amazonasdelfin (Zeichnung von d’Orbigny, 1847)

Der Bolivianische Amazonasdelfin (Inia boliviensis, Syn.: Inia geoffrensis boliviensis) ist eine im Oberlauf des Rio Madeira in Bolivien und im Südwesten Brasiliens vorkommende Art der Amazonas-Flussdelfine. Der ehemals als Unterart des Amazonasdelfins (Inia geoffrensis) betrachtete Delfin wurde im Jahr 2008 durch molekularbiologische Untersuchungen als eigenständige Art bestätigt.

## Merkmale

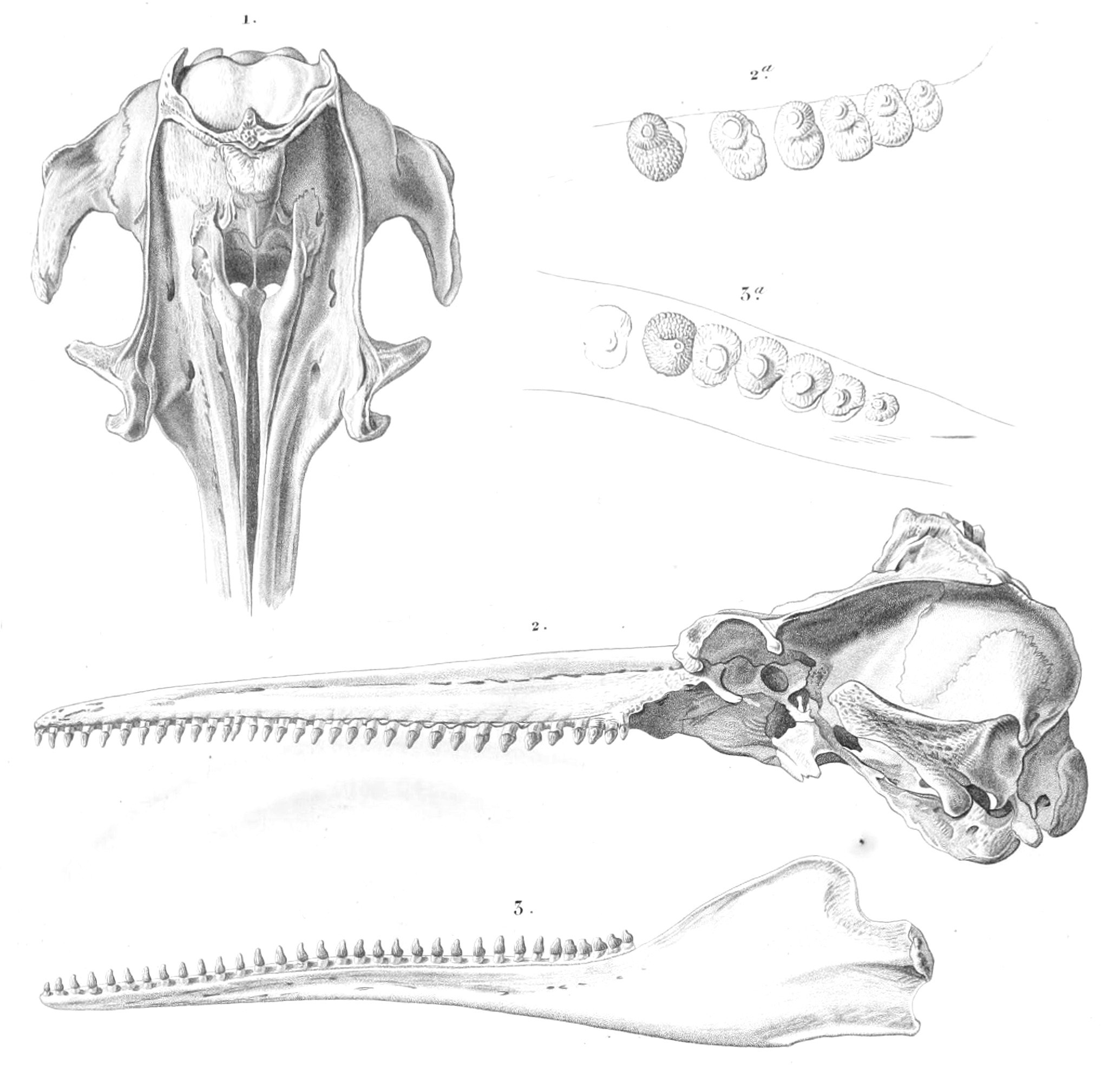
Schädel und Unterkiefer des Bolivianischen Amazonasdelfins

Der Bolivianische Amazonasdelfin entspricht in seinem Aussehen und in seiner Körpergröße dem Amazonasdelfin (Inia geoffrensis), als dessen Unterart er lange betrachtet wurde, und dem Araguaia-Delfin (Inia araguaiaensis). Vermessungen der Tiere sind selten und es gibt nur zwei offizielle Angaben von Körperlängen zweier Weibchen, die 208 und 216 Zentimeter lang waren. Innerhalb der Gattung kommt ein Sexualdimorphismus vor, die Männchen sind in der Regel größer und kräftiger gebaut; dies wird entsprechend auch beim Bolivianischen Amazonasdelfin angenommen. Der Schädel des Bolivianischen Amazonasdelfins enthält pro Unterkieferhälfte 31 bis 34 Zähne und damit mehr als der der beiden anderen Arten (24–28 bei Inia araguaiaensis und 25–29 bei I. geoffrensis), der Oberkiefer enthält 31 bis 35 Zähne. 9 bis 11 der Zähne im Ober- und Unterkiefer sind molar-ähnlich. Der Schädel ist zudem schmaler gebaut, das Rostrum ist mit einer Länge von etwa 73 % der Gesamtlänge des Schädels länger als beim I. geoffrensis, wo sie etwa 65 % der Gesamtlänge des Schädels beträgt.

## Verbreitung

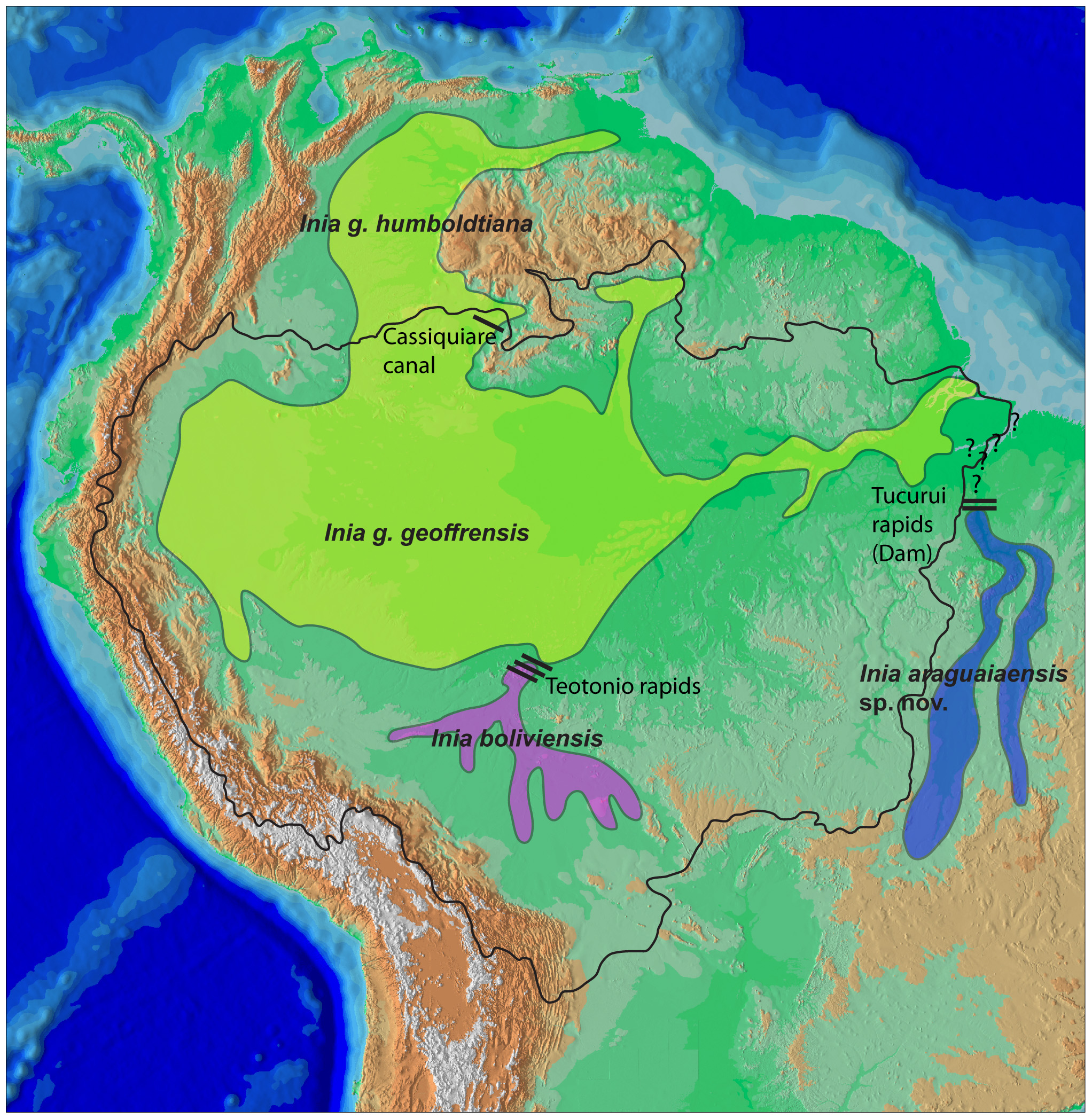
Verbreitungsgebiete der Amazonas-Flussdelfine (Iniidae); Hellgrün dargestellt ist das Verbreitungsgebiet des Amazonasdelfins, blau das von Inia araguaiaensis und violett das von Inia boliviensis

Der Bolivianische Amazonasdelfin ist nur im Oberlauf des Rio Madeira und verbundener Flusssysteme im nördlichen Bolivien und im Südwesten Brasiliens vor. Das Verbreitungsgebiet liegt im bolivianischen Flachland nördlich der Chiquitanía. Neben dem Rio Madeira gehören auch der Río Beni, der Río Ichilo, der Río Mamoré, der Río Ipurupuru, der Río Ibare, der Río Baré, der Río Abuná und der Río Iténez zum Verbreitungsgebiet der Tiere.

## Lebensweise
Der Bolivianische Amazonasdelfin lebt in sedimentreichen Flüssen, Seen und Überflutungsbereichen des Flachlands, wobei er vor allem Bereich mit klaren Wasser bevorzugt. Wie die anderen Arten der Gattung sammeln sich die Tiere vor allem an Zusammenflüssen, sind jedoch prinzipiell in allen verfügbaren Habitaten präsent.
Über die Lebensweise der Art liegen nur sehr begrenzte bis gar keine Informationen vor, sie entspricht jedoch wahrscheinlich im Wesentlichen der des Amazonasdelfins. Wie dieser ernährt sich auch der Bolivianische Amazonasdelfin primär von Fischen. Die Paarungszeit und Geburten finden wahrscheinlich im gesamten Jahr statt, wobei Jungtiere vor allem in Flachwasserzeiten vermehrt geboren werden.

## Systematik
Der Bolivianische Amazonasdelfin wurde im Jahr 1834 von dem französischen Naturforscher Alcide Dessalines d’Orbigny aus dem Río Iténez in Bolivien erstmals beschrieben. 2008 wurde er mit Hilfe molekularbiologischer Methoden als eigenständige Art bestätigt.
Gemeinsam mit dem Amazonasdelfins (Inia geoffrensis) und dem erst 2014 beschriebenen Araguaia-Delfin (Inia araguaiaensis) bildet er die Gattung Inia, die einzige Gattung der Amazonas-Flussdelfine (Iniidae). Innerhalb dieser ist der Araguaia-Delfin die Schwesterart des Amazonasdelfins und hat sich von diesem während des Gelasium vor etwa 2 Millionen Jahren getrennt, als das Stromgebiet von Rio Araguaia und Rio Tocantins vom Amazonasbecken abgeschnitten wurde. Die Schwestergruppe dieser Klade ist der Bolivianische Amazonasdelfin. Er wurde vor etwa 2,9 Millionen Jahren durch die Teotonio-Stromschnellen im oberen Rio-Madeira-Gebiet isoliert.

## Gefährdung und Schutz

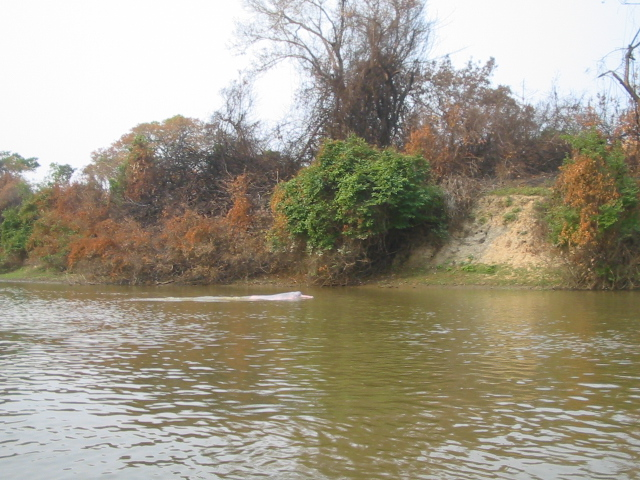
Bolivianischer Amazonasdelfin im natürlichen Lebensraum

Wie bei den anderen Arten der Flussdelfine liegen auch für den Bolivianischen Amazonasdelfin nur sehr wenige Daten zu den Populationen und Beständen vor. Von der International Union for Conservation of Nature and Natural Resources (IUCN) wird die Art bislang nicht als eigenständig, sondern als Unterart des Amazonasdelfins betrachtet und aufgrund der Datenlage als „data deficient“ eingeordnet. Schätzungen gehen von einem Gesamtbestand von etwa 1400 bis 4000 Individuen und einer Dichte von 3,2 bis 3,5 Individuen pro Flusskilometer im Verbreitungsgebiet aus.
Obwohl die Populationen des Bolivianischen Amazonasdelfins von denen des Amazonasdelfins durch Stromschnellen und andere Barrieren getrennt sind, kam es vor allem bei Hochwasser regelmäßig dazu, dass einzelne Tiere die Barrieren überwanden. Durch den Bau der Jirau-Talsperre und der Santo-Antônio-Talsperre am Rio Madeira von 2008 bis 2013 sind die Lebensräume nun vollständig getrennt. In Bolivien ist die Art indirekt in der Political Constitution des Supreme Decree 25458 aus dem Juli 1999 geschützt, wonach die Jagd und der Handel mit Arten der nationalen Fauna verboten sind, bei denen eine Gefährdung angenommen wird. 2008 wurde im Departamento Beni ein Gesetz beschlossen, das den Bolivianischen Amazonasdelfin zum Naturerbe erklärt.

## Belege
1. 1 2 3 4 5 6  V.M.F. da Silva, A.R. Martin: Family Iniidae (Amazon River Dolphins); Bolivian Boto Inia boliviensis In: Don E. Wilson, Russell A. Mittermeier: Handbook of the Mammals of the World. 4. Sea Mammals. Lynx Edicions, Barcelona 2014; S. 378. ISBN 978-84-96553-93-4.
2. ↑  M. Ruiz-García, S. Caballero, M. Martinez-Agüero, J.M. Shostell JM: Molecular differentiation among Inia geoffrensis and Inia boliviensis (Iniidae, Cetacea) by means of nuclear intron sequences. In: V.T. Koven (Herausgeber): Population Genetics Research Progress. Boca Raton, Nova Publishers 2008; S. 177–203.
3. ↑  Tomas Hrbek, Vera Maria Ferreira Da Silva, Nicole Dutra, Waleska Gravena, Anthony R. Martin, Izeni Pires Farias: A New Species of River Dolphin from Brazil or: How Little Do We Know Our Biodiversity. In Samuel T. Turvey, PLoS ONE 9, 2014: e83623. doi:10.1371/journal.pone.0083623.
4. ↑  Inia geoffrensis in der Roten Liste gefährdeter Arten der IUCN 2015.4. Eingestellt von: A.V. Linzey, NatureServe (G. Hammerson), 2008. Abgerufen am 3. Juli 2016.